# Raid di Haverhill (1708)
Il raid di Haverhill fu un'azione militare che ebbe luogo il 29 agosto 1708 durante la guerra della regina Anna. Guerrieri francesi, algonchini e abenaki al comando di Jean-Baptiste Hertel de Rouville discesero verso Haverhill, e quindi verso le comunità di frontiera minori della provincia della Massachusetts Bay. Nell'attacco a sorpresa, morirono 16 persone e altre 14 o 24 vennero prese prigioniere. Un contrattacco della milizia ed una schermaglia il giorno successivo, portarono nove morti ai franco-indiani.
Haverhill non era l'obbiettivo principale dei razziatori. Aspettandosi un contingente indiano più numeroso, le autorità francesi avevano pianificato inizialmente di portarsi a compiere una serie di raid nelle comunità del fiume Piscataqua. Ad ogni modo la poca partecipazione delle tribù indiane costrinse i francesi a ridurre le loro operazioni ed a scegliere un obbiettivo più semplice. Il raid fu più costoso di quello del 1704 a Deerfield (Massachusetts).

## Antefatto
Quando la guerra della regina Anna (come era chiamata la guerra di successione spagnola nelle colonie d'oltreoceano) scoppiò nel 1702, iniziarono i primi scontri tra i coloni del New England e quelli della Nuova Francia, tra cui quelli dell'Acadia e del Canada. Gli ufficiali militari francesi delle troupes de la marine, le forze di difesa della Nuova Francia, erano soliti guidare anche gruppi di indiani nativi dai loro insediamenti presso il fiume San Lorenzo sino alla frontiera nord con il New England.
Il raid più grande di tutta la guerra avvenne nel febbraio del 1704, quando Jean-Baptiste Hertel de Rouville guidò circa 250 uomini, principalmente indiani, in un raid contro il villaggio di frontiera di Deerfield nella provincia di Massachusetts Bay. La banda di Hertel de Rouville uccise o prese prigionieri diversi abitanti, ritornando in Canada con un viaggio difficoltoso dove diversi prigionieri morirono; molti dei sopravvissuti vennero adottati dalle comunità indiane. Il Massachusetts fortificò le proprie frontiere con la milizia in risposta a questo raid, e lanciò un raid contro l'Acadia per vendetta.
Nel Massachusetts, il villaggio di Haverhill venne coinvolto in raid su piccola scala nel 1704, ma originariamente non era l'obbiettivo della spedizione pianificata dal governatore generale della Nuova Francia, Philippe de Rigaud de Vaudreuil, nel 1708. Nel successivo fallito assedio inglese di Port Royal, in Acadia, nel 1707, Vaudreuil venne criticato dal ministro della marina francese il conte di Pontchartrain per non aver fatto sufficiente pressione sulle colonie inglesi del New England. Vaudreuil accusò anche la tendenza degli indiani che si trovavano sotto l'influenza francese a tenere traffici illeciti con la provincia di New York, bypassando così l'attività economica della Nuova Francia. Vaudreuil decise di richiedere l'invio di un raid meglio organizzato nel New England che venne programmato su vasta scala rispetto a quello di Deerfield.
Il piano di Vaudreuil era di ammassare una forza di circa 400 uomini per attaccare i villaggi del New Hampshire sul fiume Piscataqua. Intenzionato a mantenere la segretezza sull'obbiettivo della spedizione, prese delle forze dal fiume San Lorenzo e poi discese verso il Lago Winnipesaukee, dove si incontrò con forze abenaki e pennacook. Il grosso delle truppe francesi partirono da Trois-Rivières con circa 100 uomini derivati dalla milizia canadese e dalle troupes de la marine al comando di Hertel de Rouville. Questa forza includeva diversi veterani del raid di Deerfield, accompagnati da bande di Abenaki e nipissing. Un banda di 220 irochesi da Kanehsatake e kahnawake partì da Montréal al comando di René Boucher de La Perrière, mentre altre forze uroni e abenaki provenivano da Québec.
Dal momento che gli obbiettivi della spedizione rimanevano sconosciuti, poco si sapeva sulle mosse da compiere anche da parte degli inglesi che non riuscirono a difendere adeguatamente alcun obbiettivo. 40 miliziani provinciali vennero inviati a Haverhill in risposta a queste notizie.

## Le difficoltà della spedizione

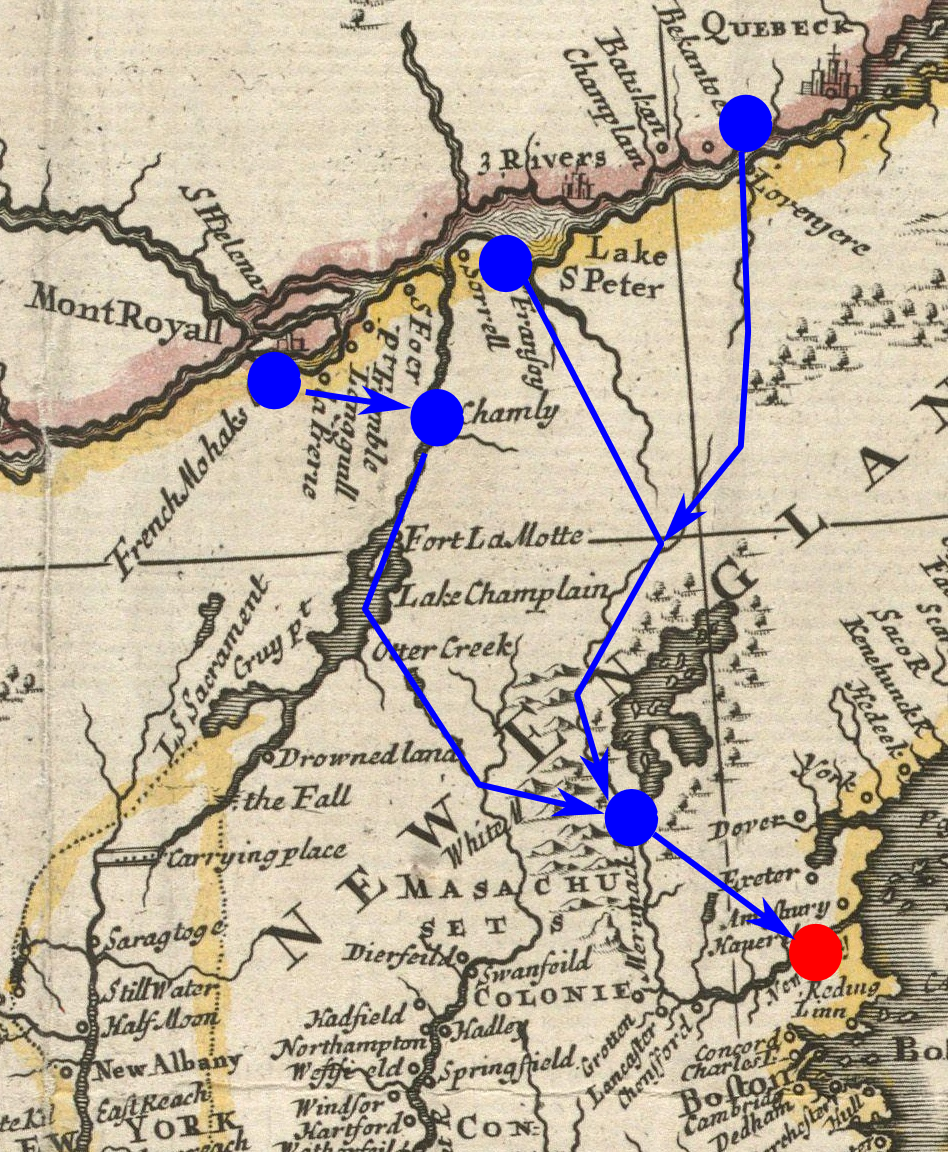
Dettaglio di una mappa del 1719 che annota le principali rotte prese (o pianificate) dalle forze franco-indiane. Haverhill è indicata in rosso, mentre i percorsi franco-indiani sono segnati in blu.

Elementi circa la spedizione iniziarono a pervenire alla metà di luglio dal fiume San Lorenzo. Durante la discesa, un urone morì in un incidente, fatto che venne visto come negativo da molti indiani, e gli uroni si ritirarono dal conflitto. Tra gli irochesi di Montreal, che viaggiarono attraverso il lago Champlain, alcuni si ammalarono ed il resto si rifiutò di continuare, in una mossa che molti contemporanei interpretarono adatta per evitare il conflitto. Vaudreuil credette a queste voci e questa notizia giunse sino agli inglesi ad Albany al punto che si finì per pensare che gli irochesi avessero deliberatamente abbandonato la spedizione "per non entrare in guerra con il New England." Malgrado queste problematiche, Vaudreuil ordinò a Hertel de Rouville di continuare pur non ricevendo alcun altro rinforzo. Quando la sua compagnia raggiunse il lago Winnipesaukee, non trovò nemmeno gli aiuti sperati dagli indiani orientali. Hertel de Rouville venne quindi lasciato con una banda di 160 uomini il che limitò le sue opzioni di razzia a luoghi poco fortificati.
Haverhill venne scelta come obbiettivo per diverse ragioni: la conformazione del villaggio era ben nota dai raid del 1704 e per i precedenti rais della guerra dei nove anni, non era particolarmente grande (25-30 case in tutto), la sua collocazione gli lasciava poche difese e solo alcune case apparivano fortificate. Un raid veloce avrebbe potuto portare alla conquista del villaggio prima ancora che gli inglesi avessero potuto dare l'allarme. I militari giunsero appena fuori Haverhill e si prepararono al raid per sabato 29 agosto. I francesi vennero raggiunti nel percorso dal capo abenaki esiliato Escumbuit, che viveva poco distante da Haverhill, ed aveva saputo dell'avanzata della spedizione.
A quel tempo i responsabili della difesa di Haverhill erano divisi sul da farsi. La milizia locale era al comando di Simon Wainwright, la cui casa aveva una posizione dominante sull'intero villaggio. Le difese del villaggio erano state implementate da tre guarnigioni di truppe al comando del maggiore Turner.

## Il raid
I razziatori riuscirono ad oltrepassare la guarnigione esterna della milizia provinciale e vennero individuati solo alle prime luci dell'alba. Sparando il cannone per dare l'allarme, i francesi ad ogni modo proseguirono nel villaggio con gli indiani. L'azione divenne sempre più veloce e i razziatori iniziarono a discendere le case del villaggio. Una delle guarnigioni era posta nella casa del locale predicatore, Benjamin Rolfe, che aveva sbarrato la sua porta nel tentativo di mantenere i nemici al di fuori della sua abitazione. Questi spararono attraverso la porta, ferendo Rolfe, e quindi la abbatterono. Uccisero quindi Rolfe, sua moglie, un bambino ancora infante ed i miliziani che qui si trovavano "terrorizzati dalla paura", mentre imploravano pietà. In un'altra casa, un bambino venne gettato da una finestra aperta da un razziatore ma miracolosamente rimase illeso. Un gran numero di abitanti del villaggio sfuggirono al massacro nascondendosi nelle cantine le cui entrate segrete non vennero scoperte dai razziatori. Il capitano Wainwright si stava preparando ad organizzare le difese quando un colpo di moschetto passò attraverso la porta della sua casa, uccidendolo all'istante.
Le razzie proseguirono sino a che si udì il suono di una milizia in avvicinamento ed a quel punto i franco-indiani lasciarono il villaggio non prima di averlo messo a ferro e fuoco ed aver collezionato un altro poco di prigionieri. I rinforzi provenienti dalle vicine comunità (alcuni anche da quelle più lontane come Salem) al comando del maggiore Turner giunsero al villaggio. Una parte della milizia di Haverhill scoprirono il campo dei razziatori posto ad alcuni chilometri dal villaggio e riuscirono a rubare loro parte delle provviste. La compagnia del capitano Samuel Ayer, in numero di 20, seguì i razziatori che si ritiravano. Rafforzati da ulteriore milizia, iniziarono uno scontro. In una furiosa azione di retroguardia, i razziatori controbatterono alla milizia (uccidendo lo stesso Ayer), ma persero nove uomini, tra cui il fratello di Hertel de Rouville, ed ebbero 18 feriti. Per la schermaglia, i razziatori abbandonarono molti dei loro materiali sul campo, rilasciando anche molti prigionieri. I registri del villaggio riportarono 30-40 persone tra morti e prigionieri, inclusi quelli fuggiti durante la schermaglia.

## Conseguenze
Il ritorno dei razziatori verso il Canada fu difficoltoso. Joseph Bartlett, uno dei prigionieri, descrisse le privazioni sofferte per la perdita delle provviste da parte dei suoi aguzzini. Un giorno riuscirono a catturare un falco che venne diviso tra 15 uomini; la sua parte, la testa, fu "il pasto più consistente in quattro giorni." Bartlett rimase prigioniero degli indiani per quattro anni. Molti francesi, piuttosto che tornare in patria senza rifornimenti, preferirono invece arrendersi alle autorità del Massachusetts.
I resoconti francesi del raid esagerarono grandemente i numeri coinvolti, indicando centinaia di morti e una schermaglia dopo il raid contro più di 200 inglesi. Il raid fu certo più costoso di altri raid tenutisi in precedenza: a causa della migliore preparazione della milizia del Massachusetts, i francesi soffrirono delle perdite più alte in proporzione al raid di Deerfield.
Il raid fu l'attacco più su vasta scala che i francesi lanciarono contro il Massachusetts durante la guerra. Attacchi minori si ebbero lungo la frontiera ed a Wells, allora parte del Massachusetts ed ora del Maine, venne attaccata da notevoli forze nel 1712. Port Royal cadde nel 1710 ne lcorso di una spedizione con dei marines inglesi, mentre gli inglesi abbandonarono nel 1711 una spedizione navale contro Quebec dopo che diversi trasporti si incagliarono presso il fiume San Lorenzo con notevoli perdite di vite umane.